# آنتوان دولری
آنتوان دولری (فرانسوی: Antoine Duléry‎؛ زادهٔ ۱۴ نوامبر ۱۹۵۹) بازیگر اهل فرانسه است.
از فیلم‌ها یا برنامه‌های تلویزیونی که وی در آن نقش داشته‌است می‌توان به مردان، زنان: یک راهنمای کاربری، لومیر و شرکا، آن‌سوی زندگی، مردی و سگش، بینوایان، و ویکتور اشاره کرد.